# São Pedro dos Ferros
São Pedro dos Ferros is een gemeente in de Braziliaanse deelstaat Minas Gerais. De gemeente telt 9.087 inwoners (schatting 2009).

## Aangrenzende gemeenten
De gemeente grenst aan Abre-Campo, Raul Soares, Rio Casca en São José do Goiabal.